# Edurne (chanteuse)
Pour les articles homonymes, voir Edurne.
Edurne García Almagro, dite Edurne, est une chanteuse espagnole, née à Madrid le 22 décembre 1985.

## Biographie
À 13 ans, Edurne est choisie pour faire partie du groupe Trastos avec lequel elle enregistre 3 disques.
En 2005, en réussissant le casting de Operación Triunfo, elle se fait connaitre par un large public.
En 2006, Edurne sort son premier album solo intitulé Edurne qui contient une chanson du groupe espagnol La Oreja de Van Gogh.
Elle est l'épouse du footballeur espagnol David de Gea.
Le 14 janvier 2015, elle est choisie pour représenter l'Espagne au Concours Eurovision de la chanson 2015 à Vienne, en Autriche, où elle termine en 21e position. Sa chanson Amanecer (Aurore) est présentée le 1er mars 2015.

## Discographie

### Studio albums
| Album Information |
| --- |
| Edurne - Released: 21 March 2006 (SPN) - Re-Released: 26 September 2006 - Peak Position: #3 - Spanish Sales: 50,000+ (Gold) - Label: Sony BMG - Official Singles: - 2006: "Despierta" - 2006: "Amores Dormidos" - 2006: "Te Falta Veneno" ("Yo Soy Bea" Soundtrack) |
| Ilusión - Released: 19 June 2007 (SPN) - Peak Positions: #13 - Label: Sony BMG - Official Singles: - 2007: "Ven Por Mí" - 2007: "Fue Para los Dos" - Other Singles: - 2007: "No Quiero Más" (promo only)                                                            |
| Première - Released: 3 June 2008 (SPN) - Peak Positions: #39 - Label: Sony BMG - Official Singles: - 2008: "Un Poco de Amor (Somebody To Love)" - 2008: "Sigo Enamorada De Tí (Hopelessly Devoted To You)" - 2008: "Tú Serás Para Mí (You're the One That I Want)"  |
| Nueva Piel - Released: 23 March 2010 (SPN) - Peak Positions: #16 - Spanish Sales: TBA - Label: Sony Music - Official Singles: - 2010: "Soy Como Soy (I am like I am)" - 2011: "Oigo Mi Corazón (I hear my heart)"                                                   |
| Climax - Released: - 23 September 2013 (SPN) - Peak Positions: - #22 - Label: Sony Music - Official Singles: - 2013: "Pretty Boy" - 2014: "Painkiller" |

### Singles
| Année | Single                                                                | Classement | Album            |
| Année | Single                                                                | SPA        | Album            |
| ----- | --------------------------------------------------------------------- | ---------- | ---------------- |
| 2006  | "Despierta"                                                           | 5          | Edurne           |
| 2006  | "Amores Dormidos"                                                     | –          | Edurne           |
| 2006  | "Te Falta Veneno" (Yo Soy Bea Soundtrack)                             | –          | Edurne (Reissue) |
| 2007  | "No Quiero Más"                                                       | –          | Ilusión          |
| 2007  | "Ven Por Mí (Come with Me)"                                           | 6          | Ilusión          |
| 2007  | "Fue Para los Dos (Brief and Beautiful)" (Don Algodón Theme)          | –          | Ilusión          |
| 2008  | "Un Poco de Amor (Somebody to Love)"                                  | –          | Première         |
| 2008  | "Sigo Enamorada de Ti (Hopelessly Devoted to You)"                    | –          | Première         |
| 2009  | "Tú Serás Para Mí (You're the One That I Want)" (Feat. Carlos Solano) | –          | Première         |
| 2010  | "Soy Como Soy (I am like I am)"                                       | –          | Nueva Piel       |
| 2011  | "Oigo Mi Corazón (I hear my heart)"                                   | –          | Nueva Piel       |
| 2013  | "Pretty Boy"                                                          | 49         | Climax           |
| 2014  | "Painkiller"                                                          | -          | Climax           |
| 2015  | "Amanecer" (Eurovision Song Contest entry)                            | TBA        | TBA              |

### Autres singles
| Titre                                  | Année | Classement | Album                  |
| Titre                                  | Année | SPA        | Album                  |
| -------------------------------------- | ----- | ---------- | ---------------------- |
| "Hand On Heart" (Olly Murs ft. Edurne) | 2013  | 46         | Right Place Right Time |

### Collaborations
| Year | Song                                          | Artist                                                                     | Notes                                                                                   |
| ---- | --------------------------------------------- | -------------------------------------------------------------------------- | --------------------------------------------------------------------------------------- |
| 2006 | "Te falta veneno"                             | –                                                                          | Main theme of the Spanish TV series Yo soy Bea.                                         |
| 2006 | "Don't Tell Me Tonight"                       | Cameron Cartio                                                             | Song for the Persian/Swedish singer's album Borderless.                                 |
| 2010 | "Fiesta" y "¡Bienvenidos al mundo de Pocoyó!" | –                                                                          | Song for the album Pocoyó Fiesta.                                                       |
| 2010 | "Colgando en tus manos"                       | José Mota                                                                  | Song for charity album Voces X1Fin: Juntos por Malí.                                    |
| 2010 | "25 de diciembre" (in simlish)                | David de Gea                                                               | Song for the album Los Sims 3 Solidarios.                                               |
| 2011 | "Por el mar"                                  | Miguel Costas                                                              | Song for the Galician singer's album Costas is Back.                                    |
| 2011 | "Que güeno que estoy"                         | Mojinos Escozíos                                                           | Song for the Catalan band's album Mená Chatruá.                                         |
| 2012 | "Nuestro primer día"                          | David Summers, Ana Torroja, Álvaro Benito, Los Aslándticos y los Tchi Denw | Charity single for Fundación Voces.                                                     |
| 2012 | "More than a lover"                           | Brian Cross                                                                | Exclusive song for Reebok Classics.                                                     |
| 2013 | "Hand on Heart"                               | Olly Murs                                                                  | Song for the Spanish edition of English singer Olly Murs' album Right Place Right Time. |
| 2015 | "Soñar"                                       | –                                                                          | Song for the Spanish soundtrack of Cinderella.                                          |

### Autres albums
- BSO Grease, el musical de tu vida (2008)
- BSO Grease, el musical (2011)